# Buea
Buea (en francés: Buéa) es la capital de la Región Sudoeste de Camerún. La ciudad está situada en la ladera oriental del Monte Camerún y tiene una población de 90 088 habitantes (según el censo de 2005). Buea fue la capital colonial del Camerún Alemán de 1901 a 1919, y más tarde, la capital del Camerún Meridional de 1949 a 1961. La administración alemana en la ciudad fue suspendida temporalmente por la erupción del Monte Camerún del 28 de abril a junio de 1909.
La economía de la ciudad se sostiene gracias al té, principalmente del barrio de Tole.
La ciudad alberga a la Universidad de Buea, una universidad anglófona camerunense, así como diversos edificios coloniales, destacándose la residencia del gobernador alemán Jesko von Puttkamer. Estos edificios, en su mayoría de estilo alemán, en algunos casos se mantienen aún pero con poco mantenimiento y estám deteriorados por los años. Alberga además un consulado nigeriano. 
En un principio la población estaba integrada por la etnia kpwe, pero en la actualidad hay una gran diversidad étnica. 
Gracias a su localización, en la ladera oriental del Monte Camerún, el clima tiende a ser húmedo. Sin embargo, las temperaturas son más frías en los barrios alejados, mientras que los más bajos experimentan un clima más caliente. Tiene largos períodos de lluvias, que se caracteriza por la llovizna incesante, que puede durar semanas, comunes durante la temporada de lluvias como lo son las nieblas húmedas.